# Arnæs
Arnæs (tysk: Arnis) er en by og kommune beliggende få kilometer syd for Kappel på en halvø i fjorden Slien i landskabet Angel i Sydslesvig. Administrativt hører kommunen under Slesvig-Flensborg kreds i den nordtyske delstat Slesvig-Holsten. Kommunen samarbejder på administrativt plan med andre kommuner i omegnen i Kappel Land kommunefællesskab (Amt Kappeln Land). Arnæs Sogn hørte i den danske tid til 1864 til Slis Herred (Gottorp Amt, Sønderjylland).
Arnæs er med sine godt 300 indbyggere den mindste by med købstadsrettigheder i Tyskland. Byen består af en cirka 800 m lang gade, markeret med lindetræer og en række gavlhuse med små vindfang mod gaden. Huset i Langegade 13 regnes for at være byens ældste beboelseshus.

## Navnet
Stednavnet er første gang dokumenteret 1472. Det er sammensat af oldnordisk ari for ørn og -næs for en landtunge (sml. Aranæs i Halland). Halvøens yderste pynt hed bare Næs.

## Geografi
Byen er beliggende på en halvø i Sli-fjorden få km syd for købstaden Kappel. På Sliens modsatte bred ligger bebyggelsen Sundsager samt de historiske steder Rinkenæs og Svaneborg. På landsiden er byen omgivet af Grødersby kommune.

## Historie
Halvøen var tidligere ubeboet og endnu i 1625 bevokset med skov. Den tilhørte den slesvigske domkapitel og lå under Grødersby fogderi. Det antages, at forbindelsen med fastlandet under Erik af Pommern blev ophævet, for at gøre den derved dannede ø stærkere til at modtage angreb. Der er fundet tilsvarende skanser på Arnæs kirkebjerg fra senmiddelalderen - lige overfor den befæstede Svaneborg i Svansø på den modsatte side af Slien. Senere blev Arnæs igen gjort landfast ved engen Pølsmade.
Selve byen blev først bygget i i 1666/1667 af en gruppe udflyttere fra Kappel, der ikke ville være livegne for herremanden på gården Røst. Cirka 100 Kappelborgere besluttede derfor at starte et nyt samfund i omegnen. Hertug Christian Albrecht, der dengang regerede i de gottorpske dele i Slesvig, tilbød dem at oprette et nyt samfund i Ellebjerg i Karby Sogn (i Svans overfor byen Kappel), i Paverød i Borne Sogn (lidt længere mod syd ved Slien) eller på den omtrent 800 meter lange og 200 meter brede ø Arnæs i Slien, som de fleste foretrak for fiskeriets, søfartens og skovenes skyld. Enkelte valgte at forblive i Kappel, men 64 familier fik hertugens frihedesbrev og flyttede over til Arnæs, som opdeltes i flere grunde hver med en bredde på 12 meter. Alle huse havde grund ned til vandet og gavl ud mod byens gade. Mange huse har små udbygninger (vindfang) mod gaden (på (plattysk) kaldt for Utlucht). Senere blev øen forbundet til fastlandet i Angel.

### I Helstaten
Handel og fiskeri fik velstanden til at vokse, og på et tidspunkt blev Arnæs regnet for at være Angels rigeste by. I 1800-tallet var der 28 søgående skibe i byen. Skippere fra Arnæs sejlede regelmæssigt til blandt andet København for at handle med sønderjyske delikatesser som spegepølse, æg, ost og røgede ål. Den lille by i Angel blev derfor også kaldt Lille København.
Arnæs havde 703 indbyggere i 1835 og 786 i 1940, 809 i 1845, 951 i 1855 og 1.071 i 1860. Arnæs har ofte lidt af oversvømmelsener, især 1825 og 1836.

### Under Preussen
Efter den 2. Slesvigske Krig kom byen i tyske hænder og mistede dermed sine skandinaviske markeder. Byens storhedstid som søfartsby gik på retur.
I 1900-tallet udviklede turismen sig til at blive en vigtig erhvervsgren for byen. To af byens fire skibsværfter er specialiseret på vedligeholdelse og reparation af sejlskibe.
I 1960erne lukkede den tyske grundskole. I 1980erne fulgte småbyens danske skole og senere den danske børnehave. De nærmeste skoler befinder sig nu i Havretved (Habertved) og Kappel.
Fra Arnæs sejler der i sommermånederne en lille kabel-trukne færge over til Sundsager på Svansø. I februar 1864 krydsede på samme sted tyske tropper Slien ved hjælp af en pontonbro (→Overgangen over Slien). De omgik dermed Dannevirket.

### Kirken
Byens skipperkirke blev opført i bindingsværk i 1673 på et voldsted fra en af Erik af Pommerns borge (Pølsmaj). I 1773 blev kirkemurene muret op i teglsten, kun nordmuren står stadig uforandret tilbage i bindingsværk. Klokkestablen og våbenhuset kom til i 1825. I 1842 blev kirken omfattende restaureret og den østlige empore kom til.
Ved siden af den tyske kirke findes også en dansk menighed i byen.

## Politik
Byrådet består af i alt ni personer, hvor SSW siden kommunalvalget i maj 2023 har fem og borgerlisten Bürger für Arnis (→Borgere for Arnæs, AfA) fire mandater. I årene 2018 til 2021 var Marina Brügge borgmester i byen. Hun afløstes 2021 af Jürgen Wollert (SSW), i 2023 blev Jens Matthiesen (SSW) borgermester.

### Kommunevåben
Blasonering: "Under et gyldent skjoldhoved med en liggende bødenål mellem to opretstående blå lindeblade, er der i et blåt felt et gyldent sejlskib med fuld sejl, flag og vimpel."

## Galleri
- Langegade, bemærk byens gavlhuse med de små vindfang
- Rådhuset
- Skipperkirken
- Skipperkirkens indre
- Bystrand ved Slien
- Uffe-kilden, beliggende ved Slien ved grænsen til Grødersby
- Arnæs Nor

## Kendte fra Arnæs
- Jacob Georg Christian Adler (1756-1834), slesvigsk teolog og biskop
- Friedrich Marquard Meyer (1769–1834), dansk teolog
- Johann Martin Graack (1816–1899), dansk kunstner